# Fusion Orchestra
Fusion Orchestra war eine britische Progressive-Rock-Band aus London, die 1969 gegründet wurde und sich 1975 auflöste.

## Geschichte
Die Band wurde im Jahr 1969 von den Gitarristen Colin Dawson und Stan Land gegründet, die sich bereits seit der Infant School kannten. Dave Bell, der mit beiden bereits zuvor in einer anderen, namenlosen Band gewesen war, kam als Schlagzeuger zur Besetzung. Die Gruppe wählte den Namen Fusion Orchestra, um ihre Stilvielfalt zu verdeutlichen. In den Anfangstagen wurde der Bass und der Gesang durch einen weiteren Freund von Dawson und Land übernommen: Dave Wheeler. Aufgrund von anderen Interessen verblieb er nicht permanent in der Besetzung. Mit Wheeler wurden acht Auftritte bestritten. Ihren ersten Auftritt überhaupt hielt die Band im Oktober 1969 im The Greyhound in Redhill ab. Im November wurde Mick Sluman als permanentes Mitglied für Wheeler gefunden. Sluman war Sänger und Gitarrist der Band This Was, die zuvor zusammen mit Fusion Orchestra aufgetreten war, wodurch man auf ihn aufmerksam geworden war. Zusammen mit Dawson und Land arbeitete er an Liedern wie Winter Nights und Outcast in Hell. Es folgten Auftritte in ganz London, ehe der Manager Steve Parker im Juni 1970 auf dem Carshalton Carnival in South London auf die Band aufmerksam wurde. Danach folgten Auftritte in Pubs, Clubs und Colleges. Bei einem Auftritt im Pub Fulham’s Greyhound geriet die Rauchmaschine der Band außer Kontrolle und füllte die Räume mit zu viel Rauch, weshalb die Gruppe dort zeitweise Hausverbot erhielt. Im September 1970 entschied die Gruppe, sich auf die Suche nach einem Frontmann zu machen und schaltete eine Anzeige in der Musikzeitschrift Melody Maker. Die Gruppe ging wie selbstverständlich davon aus, einen männlichen Sänger zu finden, letztendlich wurde jedoch die 16-jährige Sängerin Jill Saward engagiert. Saward übernahm auch gelegentlich das Spiel der Flöte, des Keyboards und der Gitarre. Nach einwöchiger Probe schlossen sich in veränderter Besetzung weitere Auftritte an. Zudem arbeiteten sie an den Liedern Desolation Railway Station und Greasy Jean, The Funfair Queen.
1971 unterzeichnete die Band einen Vertrag bei Mother Records. Als Produzent war Ashley Kozak für die Band tätig. Da jedoch ein Jahr lang keine Aufnahmen getätigt wurden, trennte sich die Gruppe wieder von dem Label. Während dieses Jahres verließ der Bassist Mick Sluman die Besetzung. Im Juni 1972 kam Dave Cowell als Ersatz dazu. Der erste Auftritt in veränderter Besetzung fand daraufhin am 23. Juni in Grays, Essex, statt. Es war zugleich der 175. Auftritt für Bell, Dawson und Land und der 140. für Jill Saward. Während die Gruppe an neuen Liedern arbeitete, ging sie auf Tournee durch Großbritannien. Die erste Musical-Tour Sonata in Z, dessen Liedmaterial von Cowell, Dawson und Saward geschrieben worden war, begann in Botley, einen Tag vor Sawards 200. Auftritt, der in Weymouth abgehalten wurde. Nach zwei Monaten und 30 Auftritten später wurden die beiden Lieder Have I Left the Gas On? und Talk to the Man in the Sky zum Repertoire hinzugefügt.
Die Band spielte regelmäßig im Londoner Marquee Club. Bei einem Auftritt dort am 1. Februar 1973 waren Mitarbeiter von EMI und Acuff-Rose anwesend. Im März unterzeichnete die Gruppe einen Plattenvertrag. Später im selben Jahr begab sie sich mit dem Produzenten Jeff Jarrett für einen Monat in die Abbey Road Studios. Hieraus entstand das Album Skeleton in Armour, auf dem unter anderem die Lieder Sonata in Z, Have I Left the Gas On? und Talk to the Man in the Sky enthalten sind. An dem Titellied hatte die Band noch zu Anfang der Aufnahmearbeiten gefeilt. Da vertraglich auch die Veröffentlichung einer Single abgemacht war, wurde das Lied When My Mama’s Not at Home ausgekoppelt. Zwischen den Aufnahmen und der Veröffentlichung im November 1973 ging Fusion Orchestra auf Tournee durch Großbritannien sowie durch die Niederlande und Deutschland. Dabei spielte die Band unter anderem in Norddeutschland auf dem Scheeßel Rock Festival vor über 50.000 Menschen.
1973 zeigte sich auch, dass Dave Cowell nicht mehr in der Band zufrieden war. In der Frühphase des Jahres war die Gruppe für ein Wohltätigkeitskonzert im Londoner Alexandra Palace gebucht. Kurz vor dem Auftritt verließ Cowell aufgrund einer Meinungsverschiedenheit das Gebäude, woraufhin die Teilnahme gestrichen wurde. Nach 184 absolvierten Auftritten, zwei Monate und etwa 14 Auftritte nach der Albumveröffentlichung, spielte er in der Bristoler Colston Hall am 14. Dezember 1973 seinen letzten Auftritt. Dies war insgesamt der 358. Auftritt der Band, der 324. für Jill Saward. Als Ersatz wurde Paul Jennings engagiert. Die Besetzung wurde außerdem durch den Keyboarder Martin Slavinec aka Martin Lee erweitert. Nach einmonatiger Probe ging es zu sechst auf Tour, mit dem ersten Auftritt am 2. Februar 1974 im Doncaster College of Education. Dabei wurde unter anderem neues Material gespielt: Beginning End, To a Child und Lazoon. Nach nur elf Shows gab Slavinec bekannt, dass er sich in der Band nicht wohl fühlte und verließ nach vier weiteren Auftritten nach seinem letzten Konzert am 29. März 1974 die Band wieder. Etwa zur selben Zeit entschied sich EMI den Vertrag mit der Band nicht mehr zu erneuern. Mitte 1974 entschloss sich Stan Land nach über 400 Auftritten die Gruppe zu verlassen, da er sich persönlichen Problemen zu Hause widmen musste. Als Ersatz wurde Andy Blamire dazugeholt, der bereits Roadie für die Gruppe gewesen war. Saward, Dawson und Jennings arbeiteten an neuem Material, sodass neue Lieder wie Make It Easy und Sister Reno zum Live-Set hinzugefügt wurden.
Von Juli 1974 bis zum Ende des Jahres standen 50 Auftritte auf dem Programm. Während dieser Zeit ereilten Dawson Zweifel, weiter in der Band zu bleiben. Enttäuscht durch das Management und das Ausbleiben eines neuen Plattenvertrags, verließ er gegen Ende des Jahres die Band. Seinen letzten Auftritt hatte er am 22. Dezember im Marquee Club. Für ihn und Bell war es der 450. Auftritt. Die sogenannte „Special Christmas Party with Fusion Orchestra, featuring the delectable Jill Saward“ enthielt auch einen Gastauftritt von Stan Land. Dabei spielte sie neben neuem Material auch die vom Album bekannten Lieder Talk to the Man in the Sky und Skeleton in Armour sowie ältere Songs wie Summertime und Spinedance. Für das Lied OK Boys, Now’s Our Big Chance machte Land seinen Gastauftritt. Das Konzert war auch das letzte für Andy Blamire, der sich ebenfalls entschloss, Fusion Orchestra zu verlassen. Um Dawson zu ersetzen, wurde Alan Murphy eingestellt, woraufhin die Band als Quartett mit ein paar neuen Liedern im Repertoire fortfuhr. Ihren ersten Auftritt in dieser Besetzung hielt die Gruppe am 31. Januar 1975 im The Nowhere Club in Bicester ab. Nach 25 Auftritten, darunter vier im Marquee Club, folgte der finale Auftritt am 4. Mai 1975 im Barbarella’s in Birmingham. Grund für die Auflösung waren finanzielle Probleme sowie musikalische und persönliche Differenzen.
Colin Dawson gründete eine gewisse Zeit nach der Auflösung Fusion Orchestra 2. Dave Cowell trat der Band Ende 2009 bei und verließ diese rund ein Jahr später wieder. Die Band spielt die Lieder von Skeleton in Armour sowie neue Kreationen die dem Stil entsprechen. Im Juli 2013 wurde das Album Casting Shadows veröffentlicht.

## Stil
The International Encyclopedia of Hard Rock and Heavy Metal bezeichnete die Musik der Band als „heavy“, wobei der Klang des Schlagzeugs besonders charakteristisch sei. Atavachron von progarchives.com ordnete die Musik der Band dem Progressive Rock zu. Der Gesang erinnere an den der Wilson-Schwestern von Heart. In der Musik verarbeite die Gruppe Einflüsse aus Jazz Fusion, Folkmusik und keltischer Musik. Die Musik sei mit der von Jethro Tull, Colosseum, Yes, Greenslade und Babe Ruth vergleichbar. Die Band sei für Fans der frühen Vertreter des britischen Progressive Rock mit Einflüssen aus symphonischen, progressiven Canterbury-Folk und Hard Rock geeignet. Laut Achim Breiling von babyblaue-seiten.de hatte sich die Band seit dem Hinzukommen von Cowell stark in Richtung Progressive- und Jazz-Rock bewegt.

## Diskografie
- 1973: Skeleton in Armour (Album, EMI)
- 1973: When My Mama’s Not at Home (Single, EMI)